# Nadmierny zwrot zewnętrzny
Nadmierny zwrot zewnętrzny – sytuacja, podczas której głowa płodu zamiast obrotu zewnętrznego, zgodnie z ustawieniem: w lewym do prawego uda matki (i na odwrót) wykonuje zwrot w kierunku przeciwnym (przy ustawieniu lewym wraca się do lewego uda matki). Związane jest to z nadmiernym ruchem barków. Zwrot ten nie ma znaczenia klinicznego, ponieważ nie zakłóca dalszego przebiegu porodu.